# Oust-Kamtchatsk
Oust-Kamtchatsk (en russe : Усть-Камча́тск) est une commune rurale et le centre administratif du raïon d'Oust-Kamtchatsk dans le kraï du Kamtchatka, à l'est de la Russie. Sa population s'élevait à 3 464 habitants en 2021.

## Géographie
Oust-Kamtchatsk est située sur la côte orientale de la péninsule du Kamtchatka, à l'embouchure du fleuve Kamtchatka et du lac Nierpithchié, au nord de la baie du Kamtchatka.
Oust-Kamtchatsk se trouve à 50 km du volcan Klioutchevskoï et à 522 km de la ville de Petropavlovsk-Kamtchatski.

## Histoire
L'histoire d'Oust-Kamtchatsk commence avec la fondation d'un autre village, celui de Nijné-Kamtchatsk, fondé par des cosaques russes venus peu de temps après Vladimir Atlassov. Fondé afin de récolter le Iassak, Nijné-Kamtchatsk était à ce moment-là un petit ostrog à l'embouchure de la rivière Elovka dans le fleuve Kamtchatka. Mais à l'été 1731, les Itelmènes ont attaqué les ostrog de Klioutchi et de Nijné-Kamtchatsk, détruisant les deux garnisons.
Ainsi, les Russes se sont déplacés à un autre endroit pour l'ostrog de Nijné-Kamtchatsk, fondant un ostrog du même nom la même année à l'embouchure du fleuve Kamtchatka. Ce nouvel établissement était bien mieux placé pour réparer les bateaux, dans un endroit abritée mais très proche de la mer. Le village est renommé très peu de temps après sa fondation (en 1731) Oust-Primorski (Усть-Примо́рский), signifiant « à l'embouchure sur le littoral »
Les premières années furent difficiles, avec la variole qui réduit les rangs des Cosaques mais aussi des indigènes. Il y avait alors une douzaine de maisons, une chapelle et des entrepôts.
En 1890, le village est renommé Oust-Kamtchatsk, et la population commence à augmenter grâce aux revenus de la chasse et surtout de la pêche, le fleuve Kamtchatka possédant de grandes réserves halieutiques. En 1910, une conserverie est créée, et les années qui suivent, une centrale électrique, une ligne téléphonique, un hôpital, un court de tennis, des serres et autres sont apparus.
Le 14 avril 1923, un tsunami frappe Oust-Kamtchatsk, vers 3 heures du matin avec « un choc très fort qui a duré plusieurs secondes et causé d'importants dégâts aux habitations » selon le journal Dolina.
En 1924, le Dalrevkom décide de construire une nouvelle usine sur celle détruite, et d'autres bâtiments apparaissent les années suivantes. En 1930, il y avait cinq usines ; dont deux appartenant aux soviétiques et deux aux japonais. La pêche était le secteur principal de l'économie. Un bureau des douanes, un centre radio, et une station météorologique sont apparus dans le village.
En juin 1955, alors que le village était le second port de la péninsule, la société du port maritime commercial d'Oust-Kamtchatka a été fondé. 
Dans les années 1950 et 1960, le village était composé de quatre quartiers : avec le centre historique, Varganovka, Pervozavodski et Vtorozavodski, tous séparés par de l'eau.
Mais le danger d'un tsunami était toujours là, et en conséquence, le  Conseil des ministres de la RSFSR adopta une résolution sur le transfert de la population, des entreprises et des organisations vers une zone de sécurité contre les tsunamis. Ainsi, un nouveau quartier fut construit sur le rivage du lac Nerpitchie, à quelques kilomètres du centre historique.
Les années 1980 furent l'apogée du développement socio-économique du village, la population atteignant les 16 000 habitants. Le village possédait de nombreuses industries, dont sylvicoles, un aéroport, la plus grande conserverie du territoire, etc.
Mais avec la dislocation de l'URSS, l'économie s'effondra, entraînant de nombreuses fermetures et la chute démographique. En 2007, la perte de population est telle qu'elle perd son statut de commune urbaine pour devenir un village.
En 2013 fut inauguré un complexe éolien d'une capacité totale de 1175 kW à Oust-Kamtchatsk, alimentant le village avec la centrale diesel existante.

## Population
La population de la commune est en recul constant depuis 25 ans, elle a été divisée par trois entre 1989 et 2010.
Recensements (*) ou estimations de la population  :
| 1939* | 1959* | 1970*  | 1979*  | 1989*  | 2002* |
| ----- | ----- | ------ | ------ | ------ | ----- |
| 1 819 | 9 941 | 11 433 | 16 326 | 13 611 | 5 231 |

| 2004  | 2005  | 2006  | 2007  | 2008  | 2010* |
| ----- | ----- | ----- | ----- | ----- | ----- |
| 5 000 | 4 886 | 4 646 | 4 398 | 4 268 | 4 352 |

| 2020  | 2021  | - | - | - | - |
| ----- | ----- | - | - | - | - |
| 3 613 | 3 464 | - | - | - | - |

## Économie
La ville d'Oust-Kamtchatsk possède un port, une usine de transformation du poisson (FPP 66), quelques scieries et l'aéroport d'Oust-Kamtchatsk (en) (ouvert en 1937).

## Climat
| Mois                                | jan.  | fév.  | mars  | avril | mai   | juin | jui.  | août  | sep. | oct.  | nov. | déc.  | année |
| ----------------------------------- | ----- | ----- | ----- | ----- | ----- | ---- | ----- | ----- | ---- | ----- | ---- | ----- | ----- |
| Température minimale moyenne (°C)   | −16,7 | −17,2 | −13,3 | −7,7  | −1,7  | 4,4  | 8,9   | 10    | 5    | −1,7  | −8,9 | −15,6 | −4,5  |
| Température moyenne (°C)            | −12,6 | −12,8 | −9,9  | −3,8  | 1,6   | 6,8  | 11,2  | 12,2  | 9,1  | 2,6   | −4,4 | −10,6 | −0,9  |
| Température maximale moyenne (°C)   | −8,9  | −8,3  | −2,8  | 0,6   | 4,4   | 10,6 | 13,9  | 15    | 12,2 | 5,6   | −1,7 | −6,7  | 2,8   |
| Record de froid (°C)                | −42   | −40   | −37   | −29   | −16   | −2   | 3     | 1     | −3   | −13   | −25  | −38   | −42   |
| Record de chaleur (°C)              | 5     | 5     | 7     | 12    | 20    | 29   | 30    | 26    | 23   | 16    | 12   | 7     | 30    |
| Ensoleillement (h)                  | 71,3  | 87,6  | 148,8 | 186   | 173,6 | 174  | 151,9 | 151,9 | 156  | 130,2 | 96   | 58,9  |       |
| Précipitations (mm)                 | 85,6  | 70,9  | 63,9  | 36    | 39,9  | 35,1 | 44,8  | 76,1  | 62,2 | 67,8  | 67,3 | 73,5  |       |
| Nombre de jours avec précipitations | 12,6  | 11,9  | 10,7  | 7,1   | 7,6   | 6,8  | 7,8   | 10,2  | 9,8  | 9,6   | 9,6  | 11,5  |       |

| Diagramme climatique                                  |               |               |           |             |             |             |          |           |             |              |               |
| J                                                     | F             | M             | A         | M           | J           | J           | A        | S         | O           | N            | D             |
| −8,9−16,785,6                                         | −8,3−17,270,9 | −2,8−13,363,9 | 0,6−7,736 | 4,4−1,739,9 | 10,64,435,1 | 13,98,944,8 | 151076,1 | 12,2562,2 | 5,6−1,767,8 | −1,7−8,967,3 | −6,7−15,673,5 |
| Moyennes : • Temp. maxi et mini °C • Précipitation mm |               |               |           |             |             |             |          |           |             |              |               |